# .ke
.ke е интернет домейн от първо ниво за Кения. Администрира се от KeNIC. Представен е през 1993 г.
Домейни от второ ниво:
- .co.ke
- .or.ke
- .ne.ke
- .go.ke
- .ac.ke
- .sc.ke